# Karel Heřmánek mladší
Karel Heřmánek (* 3. března 1989 Praha) je český herec.
Známý je především rolí mladého lékaře Radka Pokorného v seriálu Ordinace v růžové zahradě 2 a hlavní rolí Leopolda Hilsnera v televizním filmu Zločin v Polné (2016).
Počátkem léta 2015 se oženil se svou kolegyní z Divadla Bez zábradlí Nikol Kouklovou.